# Allframtidsförsäkring
Allframtidsförsäkring var en försäkring för brandskada på byggnad med syftet att tillhandahålla en för all framtid gällande försäkring med fast, förskottsvis erlagd premie med inbetalning fördelad på ett bestämt antal terminer eller med en engångsinbetalning mot viss rabatt. När betalningen var genomförd gällde försäkringen för all framtid.
Företrädesvis försäkrades offentlig egendom såsom tingshus, skolbyggnader, kyrkor och prästgårdar liksom (tidigare) större lantegendomar samt dåtidens företag i form av gruvor, järnbruk, trankokerier, brännerier med mera.